# Gåstjärnen (Degerfors socken, Västerbotten, 713888-169217)
Gåstjärnen är en sjö i Vindelns kommun i Västerbotten och ingår i Umeälvens huvudavrinningsområde.